# Thylactus
Thylactus – rodzaj chrząszczy z rodziny kózkowatych i podrodziny zgrzypikowych. 

## Zasięg występowania
Przedstawiciele tego rodzaju występują w Azji Płd.-Wsch., Chinach na Subkontynencie Indyjskim oraz w Afryce Subsaharyjskiej od Gambii i Tanzanii na płn. po Zambię i Malawi na płd..

## Systematyka
Do Thylactus należą 22 gatunki:

- Thylactus analis
- Thylactus angularis
- Thylactus argenteus
- Thylactus chinensis
- Thylactus densepunctatus
- Thylactus dentipennis
- Thylactus filipinus
- Thylactus insignis
- Thylactus itzingeri
- Thylactus javanicus
- Thylactus kinduensis
- Thylactus lateralis
- Thylactus lettow-vorbecki
- Thylactus mjoebergi
- Thylactus nylanderi
- Thylactus pulawskii
- Thylactus sikkimensis
- Thylactus simulans
- Thylactus sumatrensis
- Thylactus umbilicatus
- Thylactus uniformis
- Thylactus zuberhoferi